# Río Yi (China)
El río Yi (en chino, 伊河; pinyin, Yī Hé) es un río que discurre por la provincia de Henan de China, el mayor afluente del río Luo, a su vez uno de los principales afluentes del río Amarillo. La longitud del río es de 368 kilómetros y drena una pequeña cuenca de 6 100 km².

## Geografía
El río nace en el condado de Luanchuan, y luego fluye a través de los condados de Song y Yichuan, antes de entrar en la ciudad de Luoyang. Se une al río Luo en Yanshi.

## Historia
La cuenca Luo-Yi es de gran importancia arqueológica. En sus riberas están las grutas de Longmen, declaradas Patrimonio de la Humanidad por la  Unesco en el año 2000.